# Samson Dauda
Samson Dauda (Lagos, Nigeria, 11 de marzo de 1986) es un culturista británico de origen nigeriano. Fue campeón del Mister Olympia en la categoría Open en 2024.

## Biografía
Se mudó al Reino Unido durante su adolescencia, donde empezó a jugar en un equipo de rugby. Se inició en el culturismo  gracias al apoyo de sus compañeros de rugby y del propietario de un gimnasio, Chris Jones, que con el paso del tiempo quedó demostrado que tenían razón. Después de ver a Phil Heath en el Mister Olympia 2013, cambió su enfoque al culturismo competitivo y participó en su primera competencia de culturismo en abril de 2014.  Antes de dedicarse al culturismo por  tiempo completo, Dauda trabajó en la construcción y como trabajador de mantenimiento de una residencia de ancianos, y finalmente dejó su trabajo en 2020 cuando veía que tenía un gran futuro en el culturismo.
Samson obtuvo su tarjeta IFBB Pro en 2017 después de ganar por primera vez el título general en la IFBB Amateur Diamond Cup de Roma, lo que marcó un punto de inflexión en su carrera de culturismo.  Al año siguiente, hizo su debut profesional en el EVLS Prague Showdown en 2018, quedando en quinto lugar. Su primera victoria como atleta IFBB Pro llegó en el 2021 en el EVLS Prague Pro, lo que significó que le dieran un pase para la competición Mr. Olympia de 2022, donde hizo su debut y terminó sexto. En 2023, ganó el Arnold Classic US y luego logró mejorar su posición en el Mr. Olympia, quedando en el tercer puesto. En 2024 Dauda logró quedar primero en el Mr. Olympia al superar a Hadi Choopan y Derek Lunsford y así logró quedar en lo más alto del podio, y también obtuvo el título de Campeón del Pueblo.  Se convirtió en el primer culturista de ascendencia nigeriana en ganar la competición Mr. Olympia. 
Dauda también se ha llevado el mayor premio en la historia del culturismo: 600.000 dólares.

## Historial de competiciones
- 2014 WABBA World Championships – 2nd
- 2015 IFBB Amateur Olympia UK – 8th (Menos de 100 kg)
- 2015 IFBB British Championships – 3rd (Super heavyweight)
- 2016 IFBB British Championships – 4th (Super heavyweight)
- 2017 IFBB Amateur Arnold Classic Europe – 5th (Menos 100 kg)
- 2017 IFBB Amateur Diamond Cup Rome – 1st (Menos 90 kg)
- 2018 EVLS Prague Showdown – 5th
- 2018 George Farah Classic Pro Italy – 9th
- 2018 IFBB Prague Pro – 5th
- 2018 IFBB Romania Muscle Fest Pro – 11th
- 2019 IFBB British Grand Prix – 2nd
- 2019 IFBB Chicago Pro – 7th
- 2019 IFBB Portugal Pro – 5th
- 2019 IFBB Vancouver Pro – 8th
- 2020 IFBB British Grand Prix – 6th
- 2020 IFBB Europa Dallas Pro – 5th
- 2020 IFBB Monsterzym Pro – 2nd
- 2021 IFBB Romania Muscle Fest Pro – 2nd
- 2021 IFBB EVLS Prague Pro – 1st
- 2021 IFBB KO Egypt Pro – 3rd
- 2021 IFBB Yamamoto Cup Pro – 3rd
- 2022 IFBB Arnold Classic US – 4th
- 2021 IFBB Arnold Classic UK – 2nd
- 2022 IFBB Boston Pro – 4th
- 2022 IFBB Mr. Olympia – 6th
- 2023 IFBB Mr. Olympia – 3rd
- 2023 IFBB Romania Muscle Fest Pro – 1st
- 2023 IFBB EVLS Prague Pro – 1st
- 2023 IFBB Arnold Classic US - 1st
- 2024 IFBB Arnold Classic US – 2nd
- 2024 IFBB Arnold Classic UK – 2nd
- 2024 IFBB Tsunami France Pro – 1st
- 2024 IFBB Mr. Olympia – 1st

## Palmarés internacional
| Mister Olympia | Mister Olympia             | Mister Olympia    | Mister Olympia |
| Año            | Lugar                      | Medalla           | Categoría      |
| -------------- | -------------------------- | ----------------- | -------------- |
| 2023           | Orlando (Estados Unidos)   | Medalla de bronce | Open           |
| 2024           | Las Vegas (Estados Unidos) | Medalla de oro    | Open           |